# Duarte Lobo

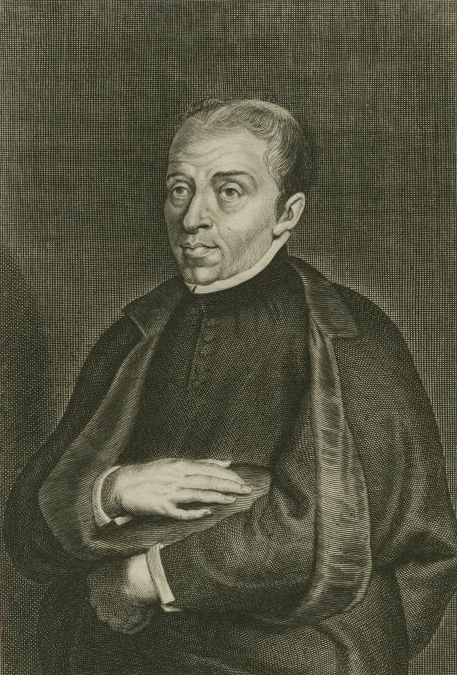
Duarte Lobo

Duarte Lobo, latinisiert Eduardus Lupus (* um 1565 in Lissabon; † 24. September 1646 ebenda) war ein portugiesischer Komponist der Renaissance. Er galt seiner Zeit als der berühmteste Komponist seines Landes; sein Werk gehört in die sogenannte „goldene Epoche“ der portugiesischen Polyphonie. 

## Leben
Lobo war in Évora Schüler von Manuel Mendes, wo er auch seine vermutlich erste Stelle als Kapellmeister an der dortigen Kathedrale hatte. 1591 wurde Lobo in Lissabon Kapellmeister der Catedral Sé Patriarcal. Seine Werke unterzeichnete er mit der latinisierten Form seines Namens. 
Von ihm sind sechs Bände mit geistlicher Musik überliefert, unter anderem Messen, Antiphonen, Responsorien und Motetten.
Obwohl seine Lebenszeit eigentlich in das Barockzeitalter hinein reicht, blieb Lobos Musikstil durch die geographische Randlage Portugals in Europa eher konservativ.